# Couvent des Carmes de Reims
Pour les articles homonymes, voir Couvent des Carmes.
Le Couvent des Carmes de Reims, transformé après la révolution en usine de tissage et de filature  située à Reims, en France est restructuré pour laisser la place à des logements et la construction d’un Immeuble bourgeois dans l’ancien jardin.

## Localisation
Le couvent des Capucins de Reims était située dans le département français de la Marne, sur la commune de Reims, rue du Barbâtre.

## Description

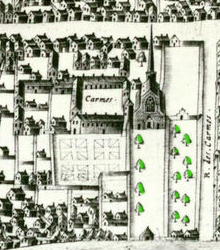

## Historique

### Couvent des Carmes de Reims
Ces religieux vinrent à Reims en 1292.
Expulsés, ils revinrent vers 1325, construisirent un oratoire sur un terrain que leur donnèrent les religieuses de Saint-Pierre.
Une première chapelle est commencée en 1344 et terminée en 1381.

### Période révolutionnaire
Comme la plupart des congrégations, les Carmélites sont expulsées au moment de la Révolution. En 1789, la congrégation de Reims ne comptait plus qu'une dizaine de religieuses alors qu'elle en comptait 130 en 1344.
À la Révolution, la chapelle est  rasée en 1791.
Une fabrique est établie sur une partie du site et une autre partie des bâtiments furent prêtés par la Ville aux Frères des écoles chrétiennes de 1809 jusqu’en 1835.

### Période militaire
De 1849 à 1855, le couvent sert comme caserne.

### Installation des Carmélites
Les Carmélites ne reviennent à Reims qu’à la Restauration (1815), mais ce n’est qu’en 1857, qu’elles se réinstallent définitivement rue du Barbâtre.

### Habitation
Dans les années 1990, le Carmel est revendu à l’Effort Rémois qui  réaménage le couvent en habitation en location, construit des maisons en bordure du mur d’enceinte ainsi qu’un immeuble dans l’ancien jardin qui forme la résidence »Le Carmel ». La chapelle est désacralisée.

## Galerie d'image

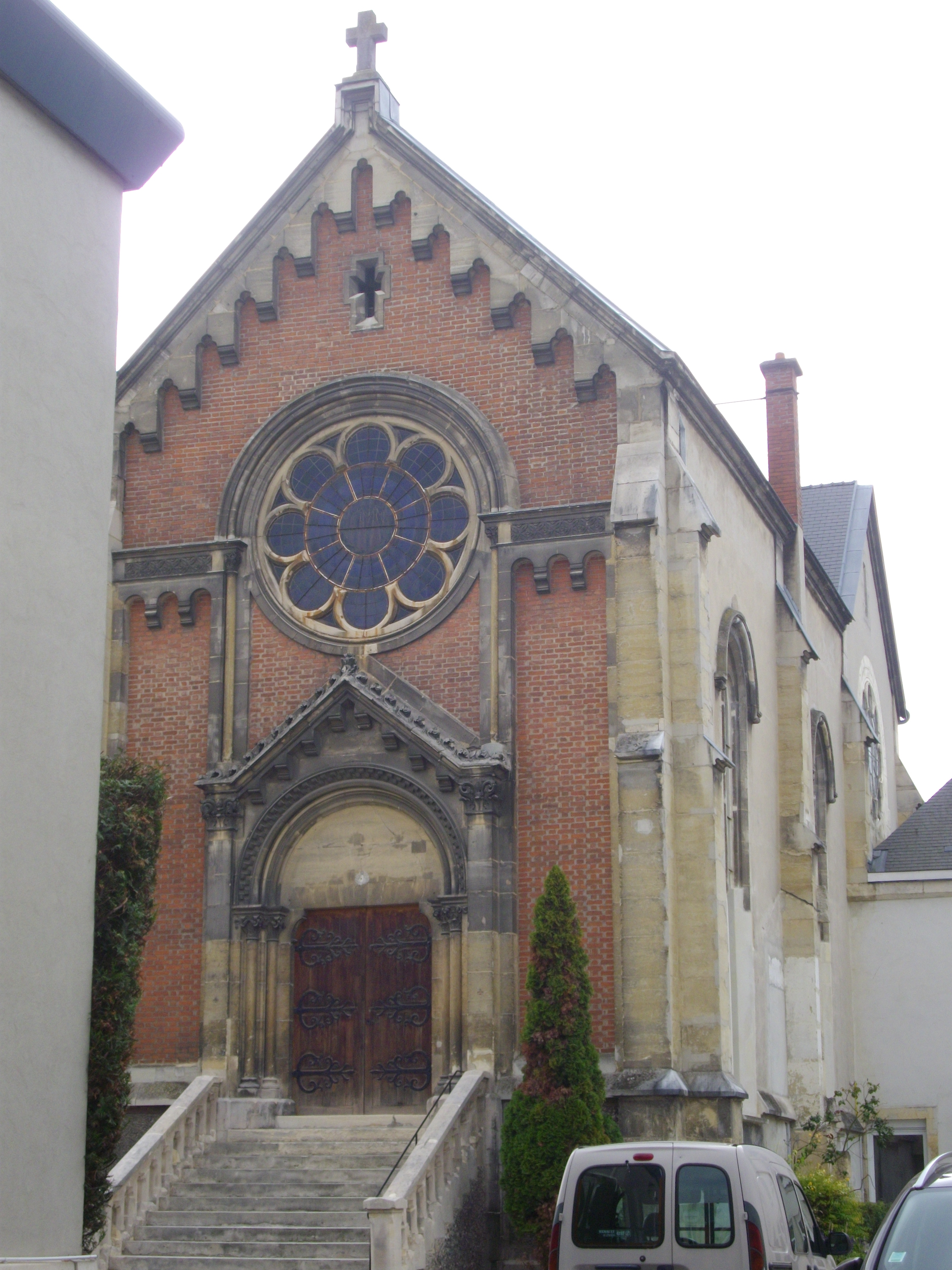
Au 92, Chapelle des Carmes.